# Simon Schoch
Simon Schoch (n. 7 octombrie 1978, Winterthur, cantonul Zürich, Elveția) este un sportiv ce a reprezentat Elveția, medaliat olimpic. A participat la 4 ediții ale Jocurilor Olimpice (2002, 2006, 2010, 2014) în care a câștigat o medalie de argint.